# Leon Brittan
Leon Brittan (ur. 25 września 1939 w Londynie, zm. 21 stycznia 2015 tamże) – brytyjski prawnik i polityk, członek Partii Konserwatywnej, minister w rządach Margaret Thatcher, komisarz europejski.
Brittan pochodził z litewskiej rodziny o żydowskich korzeniach. Wykształcenie odebrał w Haberdashers' Aske's Boys' School oraz w Trinity College na Uniwersytecie Cambridge. Na studiach był przewodniczącym Cambridge Union Society. Po studiach rozpoczął praktykę prawniczą w Inner Temple (1962 r.). Dosłużył się tytułu Radcy Królowej w 1978 r.
W latach 1966 i 1970 bez powodzenia próbował dostać się do Izby Gmin z okręgu North Kensington. Dopiero w lutym 1974 r. wygrał wybory w okręgu Cleveland and Whitby. Od 1983 r. reprezentował Okręg wyborczy Richmond. W 1976 r. został mówcą opozycji. W latach 1979–1981 był ministrem stanu w Home Office. W 1981 r. został członkiem gabinetu jako naczelny sekretarz skarbu. W 1983 r. został ministrem spraw wewnętrznych, a w 1985 r. ministrem handlu i przemysłu. Zrezygnował w 1986 r. po aferze dotyczącej sprzedaży brytyjskiej firmy produkującej helikoptery Westland.
Z miejsca w Izbie Gmin zrezygnował w 1988 r. Rok później został komisarzem europejskim ds. konkurencji. Był nim do 1993 r. W 1995 r. został wiceprzewodniczącym Komisji Europejskiej oraz komisarzem ds. stosunków zewnętrznych. Z tych stanowisk zrezygnował w 1999 r. po oskarżeniach o oszustwa finansowe.
W lutym 2000 r. został kreowany parem dożywotnim jako baron Brittan of Spennithorne i zasiadł w Izbie Lordów. W latach 1993–2005 był kanclerzem Uniwersytetu Teesside. Później był dyrektorem doradczym Unilever oraz konsultantem firmy prawniczej Herbert Smith. Był żonaty z Dianą, miał dwie pasierbice.